# Battisti (cognome)
Battisti è un cognome di lingua italiana.

## Varianti
Abbattista, Batista, Batisti, Battezzati, Battezzato, Battiati, Battiato, Battista, Battistella, Battistelli, Battistini, Battistoli, Battiston, Battistone, Battistoni, Battistutta, Battistutti, Tat, Tatti, Tel, Tell, Telli, Tellini, Titta, Titti, Tittoni, Tittoto, Tot, Toti, Totis, Toto, Totti, Tottoli, Tottolo, Tut, Tuti, Tutti, Vattiato.

## Origine e diffusione
Cognome tipicamente centro-settentrionale, è presente prevalentemente nel Triveneto.
Potrebbe derivare dal termine greco baptimós, "immersione" e successivamente "battesimo", o dai prenomi Battista e Battezzato, a loro volta derivati del medesimo termine.
Le varianti Battistini e Battistoni sono a loro volta caratteristiche del centro-nord con prevalenza nel Triveneto; Battiston, Battistuti e Battistutti sono lombardi e veneti; Tat, Tatti, Tel, Tell, Totti, Tut, Tuti e Tutti sono friulani; Tellini e Toti compaiono al centro-nord con prevalenza in Toscana; Battiato e Vattiato sono meridionali, soprattutto siciliani; Battezzato è molto raro.

## Persone
- Cesare Battisti (1875-1916) – politico italo-austriaco, rivoluzionario e irredentista
- Cesare Battisti (1954) – ex terrorista italiano
- Lucio Battisti (1943-1998) – cantante e musicista italiano